# II. třída okresu Kroměříž
II. třída okresu Kroměříž také Okresní přebor okresu Kroměříž je fotbalová soutěž, které se mají právo účastnit kluby z okresu Kroměříž. Spolu s dalšími II. třídami z jiných okresů představuje v hierarchii českých fotbalových soutěží 8. nejvyšší stupeň.
Vítěz postupuje do I. B třídy Zlínského kraje, sestupující celky (jejich počet se může každou sezónu lišit) padají do III. třídy okresu Kroměříž.

## Herní systém
Účastnických 14 mužstev se utká každý s každým dvakrát, jednou na domácím a jednou na soupeřově hřišti. Celkem každý tým sehraje za sezónu 26 zápasů.

## Vítězové
| Ročník    | Vítězný tým                     |
| --------- | ------------------------------- |
| 1961/1962 | VTJ Dukla Kroměříž              |
| 1962/1963 | TJ Tatran Bystřice pod Hostýnem |
| 1963/1964 | VTJ Dukla Holešov               |
| 1964/1965 | TJ Jiskra Chropyně              |
| 1965–1971 | ...                             |
| 1971/1972 | TJ Tatran Koryčany              |
| 1972/1973 | TJ Slavoj Morkovice             |
| 1973/1974 | TJ Nářadí Zborovice             |
| 1974/1975 | TJ Sokol Dřínov                 |
| 1975–1979 | ...                             |
| 1979/1980 | TJ Tatran Bystřice pod Hostýnem |
| 1980–1991 | ...                             |
| 1991/1992 | TJ Slavoj Šelešovice            |
| 1992/1993 | TJ Sokol Prasklice              |
| 1993–2000 | ...                             |
| 2000/2001 | SK Břest                        |
| 2001/2002 | FK Admira Hulín                 |
| 2002/2003 | TJ Sokol Míškovice              |
| 2003/2004 | TJ Roštění                      |
| 2004/2005 | TJ Pilana Zborovice             |
| 2005/2006 | TJ Slavkov pod Hostýnem         |
| 2006/2007 | FC Koryna Koryčany              |
| 2007/2008 | FK Lubná 1959                   |
| 2008/2009 | FK Admira Hulín                 |
| 2009/2010 | TJ Sokol Martinice              |
| 2010/2011 | SK Moravan Kostelec u Holešova  |
| 2011/2012 | SK Žeranovice                   |
| 2012/2013 | TJ Roštění                      |
| 2013/2014 | FC Morkovice „B“                |
| 2014/2015 | TJ Pilana Zborovice             |
| 2015/2016 | TJ Sokol Němčice                |
| 2016/2017 | TJ Slavkov pod Hostýnem         |
| 2017/2018 | SFK ELKO Holešov „B“            |
| 2018/2019 | TJ Zdounky                      |
| 2019/2020 |                                 |
| 2020/2020 |                                 |
| 2021/2022 | SK Hanácká Slavia Kroměříž „B“  |